# روزلا شلوتفلدت
روزلا می شلوتفلدت (۲۹ ژوئن ۱۹۱۴ – ۲۳ ژوئیه ۲۰۰۵) پرستار، معلم و پژوهشگر آمریکایی بود. او اصالتاً اهل دویت، آیووا بود و در سال ۱۹۳۵ مدرک کارشناسی پرستاری خود را از دانشگاه آیووا دریافت کرد. او در سال ۱۹۴۷ ادامه تحصیل داد و وارد دانشگاه شیکاگو شد و سپس در سال ۱۹۶۰ به عنوان رئیس مدرسه پرستاری فرانسیس پین بولتون در دانشگاه کیس وسترن رزرو منصوب شد.

## دوران کودکی
روزلا ام. شلوتفلدت در سال ۱۹۱۴ در دویت، آیووا به دنیا آمد. پدرش، جان، یک تاجر بود و مادرش، کلارا، پرستار بود. پدرش در سال ۱۹۱۸ زمانی که روزلا تنها چهار سال داشت، درگذشت، بنابراین مادرش برای تأمین هزینه‌های زندگی روزلا و چهار خواهر بزرگترش به کار بازگشت.

## تحصیلات
شلوتفلدت در سال ۱۹۳۱ از دبیرستان خود به عنوان نفر اول فارغ‌التحصیل شد. او برای ادامه تحصیل در رشته پرستاری به دانشگاه آیووا رفت و در سال ۱۹۳۵ با مدرک کارشناسی پرستاری از این دانشگاه با افتخار فارغ‌التحصیل شد. در دوره‌ای که در بیمارستان‌ها و کلینیک‌های دانشگاه آیووا مشغول به کار بود، شلوتفلدت برنامه‌ای پسادکتری را در دانشگاه کرنل در همکاری با بیمارستان نیویورک گذراند. در سال ۱۹۴۷، او مدرک کارشناسی ارشد در آموزش و مدیریت پرستاری از دانشگاه شیکاگو دریافت کرد. تا سال ۱۹۵۶، شلوتفلدت دکترای خود را در آموزش پرستاری از دانشگاه شیکاگو دریافت کرد.
در طول تحصیل، شلوتفلدت عضو سیگما تتا تاو، یک انجمن افتخاری پرستاری بود. شلوتفلدت همچنین دکترای افتخاری از دانشگاه جورج‌تاون دریافت کرده است.

## حرفه
بلافاصله پس از فارغ‌التحصیلی از دانشگاه آیووا، شلوتفلدت به عنوان پرستار کادر درمانی در بیمارستان‌های دانشگاه آیووا مشغول به کار شد. در سال ۱۹۳۶، او به عنوان پرستار کادر و پرستار ارشد در بیمارستان کهنه‌سربازان در دِمویِن، آیووا مشغول به کار شد. پس از آن، شلوتفلدت به عنوان مربی و سرپرست پرستاری زایمان در بیمارستان‌های دانشگاه آیووا منصوب شد.
شلوتفلدت پس از ترک محیط بیمارستان، به عنوان پرستار در نیروی پرستاری ارتش ایالات متحده در طول جنگ جهانی دوم خدمت کرد و در انگلستان، فرانسه و اتریش فعالیت داشت. پس از جنگ، او به عنوان استادیار در دانشگاه کلرادو مشغول به تدریس شد.
با این حال، چون زمان تدریس زیادی نداشت، او به دانشگاه ایالتی وین منتقل شد و تا سال ۱۹۵۵ به عنوان استادیار مشغول به تدریس بود. پس از آن، به منظور ادامه تحصیل در مقطع دکتری از دانشگاه ایالتی وین خارج شد. پس از تکمیل دکتری، شلوتفلدت به عنوان معاون رئیس تحقیقات در دانشگاه ایالتی وین مشغول به کار شد.
چند سال بعد، در سال ۱۹۶۰، شلوتفلدت به عنوان رئیس مدرسه پرستاری فرانسیس پین بولتون در دانشگاه کیس وسترن رزرو منصوب شد. در دوران ریاستش، شلوتفلدت مدل همکاری پرستاری را ایجاد کرد که در آن آموزش‌های بالینی با سخنرانی‌ها ترکیب شده بود تا بهترین آموزش را برای پرستاران جدید فراهم کند. این مدل همکاری همچنان امروز بین مدرسه پرستاری فرانسیس پین بولتون و بیمارستان‌های دانشگاه کلیولند در حال استفاده است. او تا سال ۱۹۷۲ به عنوان رئیس باقی ماند، اما پس از آن به عنوان استاد پرستاری برای دانشجویان تا سال ۱۹۸۲ به کار خود ادامه داد.
اندکی پس از انتصاب شلوتفلدت به عنوان رئیس مدرسه پرستاری فرانسیس پین بولتون، او به گروه ویژه‌ای پیوست که برای تصویب قانون آموزش پرستاری ۱۹۶۴ تلاش می‌کرد. در طول حضورش در دانشگاه کیس وسترن رزرو، شلوتفلدت همچنین از ۱۹۶۱ تا ۱۹۶۳ به عنوان مشاور ویژه به گروه مشاوره جراح عمومی در زمینه پرستاری خدمت کرد. از ۱۹۶۷ تا ۱۹۷۴، شلوتفلدت عضو هیئت مدیره مؤسسه تحقیقات ارتش والتر رید برای تحقیقات پرستاری بود. اندکی پیش از بازنشستگی، او رئیس هیئت مدیره آموزش پرستاری و ثبت‌نام پرستاران ایالت اوهایو بود.
در سال ۱۹۷۱، شلوتفلدت به عضویت مؤسسه پزشکی در آکادمی ملی علوم انتخاب شد.
در طول سال‌ها، شلوتفلدت به عنوان استاد مهمان در دانشگاه‌های مختلفی از جمله دانشگاه ایندیانا، دانشگاه تگزاس-آستین، دانشگاه آلاباما-برمنگهام، دانشگاه سن دیگو، دانشگاه راتگرز، و دانشگاه پنسیلوانیا خدمت کرد.
علاوه بر این، شلوتفلدت به عنوان رئیس کمیته مطالعات انجمن پرستاران آمریکایی و همچنین آکادمی پرستاری آمریکا خدمت کرد. شلوتفلدت همچنین مؤسس مشترک انجمن تحقیقات پرستاری میانه‌غرب (که امروزه به نام اتحادیه پرستاری میانه‌غرب شناخته می‌شود) بود و عضوی از شورای پرستاران بود. شلوتفلدت همچنین به عنوان اولین پرستار در شورای اجرایی و کمیته اجرایی مؤسسه پزشکی خدمت کرد.

## جدول سمت‌ها در کمیته‌ها
| کمیته                                                                  | سمت                        |
| ---------------------------------------------------------------------- | -------------------------- |
| کمیته مشاوره جراح عمومی                                                | مشاور ویژه                 |
| کمیته تحقیقاتی سیگما تتا تاو                                           | رئیس                       |
| کمیته راهبری دپارتمان برنامه‌های کارشناسی ارشد و بالاتر N.L.N.          | نایب رئیس                  |
| شورای بهداشت کلیولند - هیئت برنامه‌ریزی شورا                            | عضو                        |
| شورای بهداشت کلیولند - کمیته بازبینی دوره‌ای                            | رئیس                       |
| شورای بهداشت کلیولند - کمیته اهداف بهداشتی                             | عضو                        |
| بیمارستان پرستاری ایالات متحده                                         | مشاور                      |
| کمیته شهروندان کلیولند در منابع آموزش پرستاری                          | عضو                        |
| کمیته تحقیقاتی پرستاری U.S.P.H.S.                                      | مشاور                      |
| کمیته پرستاری U.S.P.H.S. - N.L.N. در امکانات آموزش پرستاری             | عضو                        |
| کمیته پرستاری آمریکایی - کمیته اهداف بلندمدت                           | نایب رئیس                  |
| کمیته مشاوره پرستاری دانشگاه Cuyahoga Community                        | عضو                        |
| کمیسیون نیروی انسانی بهداشت رئیس‌جمهور جانسون - پنل نیروی انسانی بهداشت | عضو                        |
| مرکز ملی خدمات بهداشتی و کمیته مشاوره اداره سلامت روان                 | عضو                        |
| کمیسیون وزیر بهداشت، آموزش و رفاه برای مطالعه نقش‌های پرستاری           | عضو                        |
| مؤسسه ملی سلامت روان - هیئت سیاست‌گذاری و برنامه‌ریزی و زیرکمیته پرستاری | عضو                        |
| کمیته مشاوره دفاعی برای زنان در خدمات                                  | عضو                        |
| کمیته پرستاری انجمن پرستاران آمریکا - کمیسیون آموزش پرستاری            | عضو                        |
| کمیته اعتباردهی در پرستاری انجمن پرستاران آمریکا                       | عضو                        |
| کمیته تحقیقاتی پرستاری U.S.P.H.S.                                      | عضو                        |
| کمیته جوایز توسعه دانشمند پژوهش در اداره خدمات بهداشتی و سلامت روان    | عضو                        |
| پنل مشاوره خدمات پژوهشی بهداشت                                         | عضو                        |
| کمیته ملی تحقیقات بیولوژیکی و رفتاری دانشمندان                         | عضو                        |
| کمیسیون منابع انسانی شورای ملی تحقیقات                                 | عضو                        |
| مؤسسه تحقیقات پرستاری ارتش والتر رید                                   | مشاور                      |
| ارتش پرستاری                                                           | فرست لفت‌نانت، استخدام‌کننده |
| وزارت بهداشت، آموزش و رفاه ایالات متحده - دفتر امور خانه‌های پرستاری    | مشاور                      |
| هیئت مدیره آموزش پرستاری و ثبت‌نام پرستاران ایالت اوهایو                | رئیس، نایب رئیس، عضو       |
| کمیسیون ملی مطالعه داروسازی                                            | عضو                        |
| برنامه پزشکی منطقه‌ای شمال شرق اوهایو - گروه مشاوره منطقه‌ای             | عضو                        |
| گروه مشاوره استراتژی نیروی انسانی بهداشت وزارت بهداشت ایالت اوهایو     | عضو                        |
| کمیته مشاوره مؤسسه تحقیقات آمریکایی                                    | عضو                        |
| شورای مشاوره بنیاد W.K. Kellogg                                        | عضو                        |
| مؤسسه تحقیقات رفتاری آمریکایی                                          | مشاور                      |

سمت‌ها در آرشیو CWRU یافت شده‌اند

## جوایز، افتخارات و عضویت‌ها
| جایزه                                      | گروه/مؤسسه اعطا کننده                                      | سال  |
| ------------------------------------------ | ---------------------------------------------------------- | ---- |
| جایزه صدمین سالگرد                         | دانشگاه ایالتی وین                                         | ۱۹۶۸ |
| جایزه تقدیر افتخاری                        | انجمن پرستاران آمریکا                                      | ۱۹۷۰ |
| جایزه خدمات برجسته                         | دانشگاه آیوا                                               | ۱۹۷۳ |
| جایزه خدمات برجسته                         | دانشگاه سن دیگو                                            | ۱۹۷۹ |
| دکترای افتخاری در علم                      | دانشگاه جورج‌تاون                                           | ۱۹۷۲ |
| مدرک افتخاری                               | دانشگاه پزشکی کارولینای جنوبی                              | ۱۹۷۶ |
| جایزه شایستگی برای خدمات برجسته در پرستاری | دانشگاه بوستون                                             | ۱۹۷۵ |
| مدال آر. لوئیز مک‌منوس                      | انجمن فارغ‌التحصیلان پرستاری دانشگاه معلمان، دانشگاه کلمبیا | ۱۹۷۹ |
| افسانه زنده                                | آکادمی پرستاری آمریکا                                      | ۱۹۹۵ |
| جایزه بنیان‌گذاران                          | سیگما تتا تاو                                              | ۱۹۸۵ |
| جایزه ابداع ایدیت مور کوپلند               | سیگما تتا تاو                                              | ۱۹۸۵ |

جوایز در آرشیو دانشگاه ذخیره کیس وسترن (CWRU) یافت شده‌اند.

## انتشارات
شلوتفلدت بیش از ۱۰۰ اثر در زمینه تحقیقات خود منتشر کرده است. اولین اثر او پایان‌نامه‌اش تحت عنوان «نقش رهبری آموزشی مدیران و رضایت اساتید در مدارس پرستاری» در سال ۱۹۵۶ بود.
تمامی انتشارات او در آرشیو دانشگاه پنسیلوانیا موجود است.